# Julie Arnth Jørgensen
Julie Arnth Jørgensen (* 1976 in Frederiksberg) ist eine dänische Juristin. Seit 2023 ist sie Richterin am Højesteret, dem Obersten Gerichtshof Dänemarks.

## Leben und Wirken
Julie Arnth Jørgensen studierte nach ihrem Schulabschluss 1995 zunächst an der Wittenberg University in Ohio. 1996 kehrte sie nach Dänemark zurück und nahm das Studium der Rechtswissenschaften an der Universität Kopenhagen auf. Dieses schloss sie 2001 als cand. iur. ab. Anschließend arbeitete sie als Anwaltsassistentin bei einer Kopenhagener Anwaltskanzlei. 2004 wurde sie selbst zur dänischen Anwaltschaft zugelassen. 2008 erwarb sie an der School of Law der New York University zusätzlich den Titel Master of Laws. In der Folge arbeitete sie als Rechtsanwältin bei verschiedenen dänischen Rechtsanwaltskanzleien. 2017 wurde Arnth Jørgensen zur Richterin am Østre Landsret, einem von zwei dänischen Appellationsgerichtshöfen, ernannt. Hier arbeitete sie, bis sie 2023 zur Richterin am Højesteret, dem Obersten Gerichtshof Dänemarks, ernannt wurde. Ihre Stellung trat sie am 1. März 2023 an.
Zusätzlich zu ihrer richterlichen Tätigkeit war Julie Arnth Jørgensen als externe Dozentin an der juristischen Fakultät der Universität Kopenhagen tätig und verfasste einige Fachartikel. Darüber hinaus ist sie im Bereich der Schiedsgerichtsbarkeit aktiv, unter anderem als Vorstandsmitglied in der Dänischen Vereinigung für Schiedsgerichtsbarkeit und als Schiedsrichterin in nationalen und internationalen Verfahren.